# Glyphuroplata anisostenoides
Glyphuroplata anisostenoides is een keversoort uit de familie bladkevers (Chrysomelidae). De wetenschappelijke naam van de soort werd in 1985 gepubliceerd door Norman Denbigh Riley.